# Máy đo từ proton
Máy đo từ proton (Proton Magnetometer), còn gọi là Máy đo từ Tuế sai Proton (Proton Precession Magnetometer) hay Máy đo từ Cộng hưởng từ Hạt nhân, là máy đo từ hoạt động dựa trên đo tần số tín hiệu tuế sai của proton tức hạt nhân Hydro 1H1 khi trục quay của hạt nhân định hướng lại theo trường từ.
Máy đo từ proton được sử dụng chủ yếu trong khảo sát địa vật lý để đo từ trường Trái Đất.

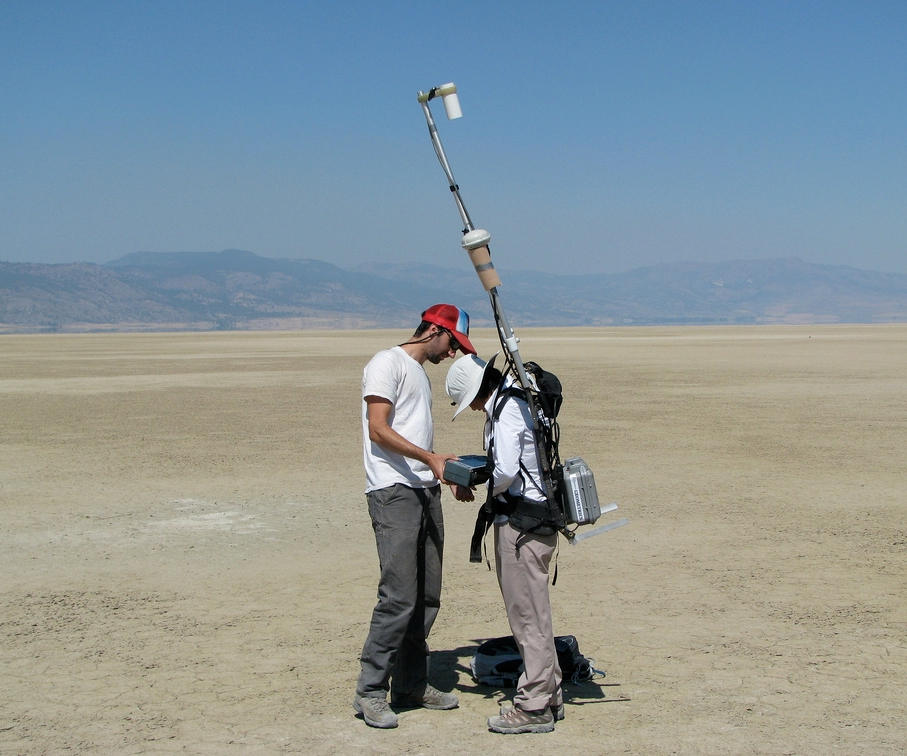
Đo từ bằng máy từ proton tại Surprise Valley, California

## Nguyên lý hoạt động
Hiện tượng Cộng hưởng từ hạt nhân (NMR) được Felix Bloch ở Đại học Stanford và Edward Purcell ở Đại học Harvard phát hiện cuối năm 1945. Vì cộng hưởng từ của hạt nhân hydro dễ quan sát nhất, nên được dùng vào máy đo từ. Sau này các nghiên cứu cho thấy cường độ và độ suy giảm tín hiệu tuế sai liên quan chặt chẽ với hàm lượng hydro, nên đã vận dụng chế tạo máy chụp cộng hưởng từ MRI của ngành y tế để thu được ảnh phân bố mô 3D.
Hiện tượng cộng hưởng từ được mô tả như sau. Các hạt nhân mang điện, tự quay quanh trục nên có moment cơ (spin) và moment từ xác định. Trong từ trường, moment từ làm cho hạt luôn định hướng trục theo phương từ trường.
Nếu dùng một cuộn dây kiểu solenoid phát từ trường mạnh, có phương gần vuông góc với từ trường Trái Đất để từ hóa một khối giàu hydro trong lõi, thì các hạt nhân sẽ định hướng theo phương này. Sau đó cắt trường từ hóa, thì trục quay hạt nhân sẽ định hướng lại theo từ trường Trái Đất. Song theo hiệu ứng con vụ, trục sẽ chuyển động tuế sai, chuyển động này tạo ra trường điện từ yếu và tắt dần đến khi định hướng hoàn thành. Quá trình được kiểm soát để lượng lớn các hạt chuyển động đồng bộ với nhau, gọi là trạng thái cộng hưởng.
Tín hiệu tuế sai có tần số bằng giá trị từ trường nhân với Hệ số con vụ điện từ K (Gyromagnetic ratio), còn độ lớn và mức tắt dần phản ánh số lượng và mật độ hạt tham gia tạo trường. Dùng khối giàu hydro thì xác định được tần số tuế sai của proton.
Tại vùng trục solenoid gần trùng phương với từ trường thì tuế sai cực yếu, máy không đo được trường từ, và được gọi là vùng góc chết (Dead zone).

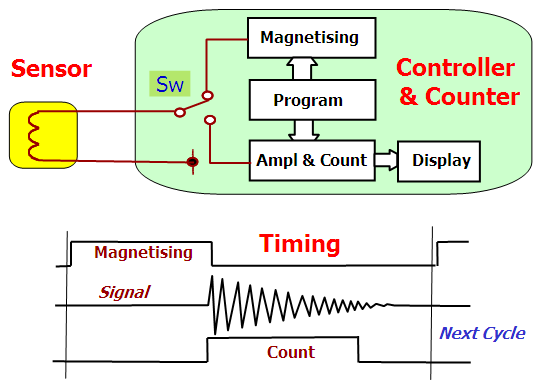
Hoạt động của Máy đo từ proton

## Cách thức chế tạo
Máy từ proton dùng đầu thu (sensor) có kích thước cỡ 0,5 đến 4 lít đặt cùng solenoid, chứa ligroin (xăng máy bay), thực hiện đếm tần tuế sai proton và chuyển đổi với hệ số  K = 0,042576 Hz/nT. Chu trình đo có 3 kỳ.
- Trong kỳ từ hóa (Magnetising), dòng điện cỡ một vài Amp được phát vào solenoid của sensor, từ hóa các hạt nhân.
- Trong kỳ đo (Count), cuộn dây của sensor nối vào mạch thu, tín hiệu tuế sai được khuếch đại và khóa pha ở mạch gọi là vòng khóa pha (PLL, Phase Locked Loop), rồi nhân tần, đếm xung, chuyển số liệu ra đơn vị nT, hiện số liệu.
- Kỳ nghỉ, đợi chu kỳ đo kế tiếp. Máy đo trên máy bay, tàu biển thường có kỳ nghỉ không đáng kể.

Khối chương trình sử dụng kết quả khóa pha để điều chỉnh kỳ đo kế tiếp sao cho chuyển động tuế sai đồng bộ với chuyển động dư của kỳ trước.
Vì lý do kỹ thuật, PLL chỉ làm việc trong dải tần số không rộng lắm. Trong khi đó giá trị Từ trường Trái Đất thay đổi lớn giữa các vùng, dẫn đến tần số tuế sai thay đổi từ cỡ 900 Hz ở xích đạo đến 4,2 KHz ở vùng địa cực. Vì thế máy phải bố trí chọn mạch điều hưởng tương ứng với từng khoảng giá trị chờ đợi của trường cần đo, ví dụ chọn 40 μT khi đo 41 200 nT. Các máy đo đường bộ chọn bằng chuyển mạch ở mặt máy. Các máy đo trên máy bay, tàu biển thì chọn lần đầu trên máy tính hoặc bảng điều khiển, máy sẽ tự động điều chỉnh sang mạch điều hưởng lân cận nếu cần, và lưu số liệu này cho lần bật máy kế tiếp.
Các kiểu máy mới thì dùng từ hóa bằng dòng tần cao theo hiệu ứng Overhauser (Nuclear Overhauser effect) đạt độ nhạy cỡ 0.01 nT, một kỳ đo có thể dài dưới 1 sec.
Vì thể tích làm việc của sensor lớn, nên Máy đo từ proton không đo được từ trường ở nơi có gradient lớn, ví dụ trong phòng có sắt thép. Khi đó tín hiệu tuế sai ở các phần khác nhau của sensor sẽ khác nhau về tần số, gây rối loạn tín hiệu. Vì thế khi bảo dưỡng sửa chữa thì máy không đo được giá trị trường, mà phải tìm đến bãi thử để kiểm tra.
Để tránh vùng góc chết (Dead zone), khi đo phải định hướng trục đầu thu vuông góc với từ trường. Tại nơi vĩ độ thấp có thể đặt trục này thẳng đứng.
Những hãng nổi tiếng trên thế giới về chế tạo máy từ proton có:
- GEM Systems, Canada.
- Scintrex Lưu trữ ngày 27 tháng 11 năm 2016 tại Wayback Machine, Canada.
- Terraplus Lưu trữ ngày 31 tháng 10 năm 2016 tại Wayback Machine, Canada.
- Geometrics Lưu trữ ngày 31 tháng 10 năm 2016 tại Wayback Machine, Hoa Kỳ.

## Chế tạo Máy đo từ proton tại Việt Nam
Tại Việt Nam, máy đo từ proton đã được cơ quan quản lý ngành địa chất, nay có tên là Tổng cục Địa chất và Khoáng sản, đầu tư nghiên cứu chế tạo, kiểm định và cho phép lưu hành. Phiên bản đầu tiên là PT-76, do Cố Giáo sư Nguyễn Khang Cường, trường Đại học Tổng hợp Hà Nội, và Kỹ sư Nguyễn Tử Ánh, Xí nghiệp Máy Địa vật lý thuộc Tổng cục Địa chất và Khoáng sản, thực hiện năm 1976. Máy hoạt động, nhưng vì trình độ công nghệ và vật liệu thời đó, nó quá cồng kềnh.
Sau này các nhóm nghiên cứu của ngành địa chất đã cho ra các phiên bản:
- Máy đo từ proton đường bộ các kiểu PM-2, PM2-HT Lưu trữ ngày 29 tháng 11 năm 2014 tại Wayback Machine, PM2-GPS, có kích thước gọn, trọng lượng dưới 3 kg.[4]
- Máy đo từ proton tàu biển kiểu TBVN-01.

Các máy có giao tiếp với máy tính cá nhân theo chuẩn quốc tế, tương thích với các phần mềm xử lý thương phẩm, và hiện được sử dụng ở các đơn vị khảo sát của tư nhân, của ngành địa chất, và của địa chất biển thuộc Tổng cục Biển và Hải đảo, Bộ Tài nguyên và Môi trường Việt Nam. Tuy nhiên trong các khảo sát có vốn nước ngoài, thường đòi hỏi máy có thương hiệu quốc tế thì máy này thường không được chấp nhận.